# Championnats nationaux de cyclisme sur route en 2017
Navigation
2016 2018
Les championnats nationaux de cyclisme sur route en 2017 commencent dès janvier pour l'Australie et la Nouvelle-Zélande. La plupart des championnats nationaux de cyclisme ont lieu aux mois de juin et juillet.

## Champions 2017

### Élites hommes
| Pays                   | Course en ligne                                       | Contre-la-montre                                   |
| ---------------------- | ----------------------------------------------------- | -------------------------------------------------- |
| Afrique du Sud         | Reinardt Janse van Rensburg (Dimension Data)          | Daryl Impey (Orica-Scott)                          |
| Albanie                | Ylber Sefa (Asfra Racing Oudenaarde)                  | Iltjan Nika (Mastromarco FC Nibali-Sensi Cipros)   |
| Algérie                | Youcef Reguigui (Dimension Data)                      | Azzedine Lagab (Naturablue)                        |
| Allemagne              | Marcus Burghardt (Bora-Hansgrohe)                     | Tony Martin (Katusha-Alpecin)                      |
| Andorre                | Òscar Cabanas (Massi-Kuwait Project)                  | Julio Pintado (Massi-Kuwait Project)               |
| Angola                 | Igor Silva (Jair Transportes)                         | Dário António (BAI-Sicasal-Petro de Luanda)        |
| Antigua-et-Barbuda     | Robert Marsh                                          | Marvin Spencer                                     |
| Argentine              | Gonzalo Najar (SEP San Juan)                          | Mauricio Muller (SEP San Juan)                     |
| Aruba                  |                                                       | Jean Carlo Ras                                     |
| Australie              | Miles Scotson (BMC Racing)                            | Rohan Dennis (BMC Racing)                          |
| Autriche               | Gregor Mühlberger (Bora-Hansgrohe)                    | Georg Preidler (Team Sunweb)                       |
| Azerbaïdjan            | Kirill Pozdnyakov (Synergy Baku Project)              | Elchin Asadov (Synergy Baku Project)               |
| Bahamas                | Chad Albury                                           | Liam Holowesko                                     |
| Barbade                | Gregory Vanderpool (Massy United)                     | Jesse Kelly (Massy United)                         |
| Belgique               | Oliver Naesen (AG2R La Mondiale)                      | Yves Lampaert (Quick Step Floors)                  |
| Belize                 | Edgar Arana (Westrac Alliance)                        | Tarique Flowers (Benny's Megabytes)                |
| Bénin                  | Eric Ahouandjinou (Safi)                              |                                                    |
| Bermudes               | Dominique Mayho (Asfra Racing Oudenaarde)             | Dominique Mayho (Asfra Racing Oudenaarde)          |
| Biélorussie            | Nikolai Shumov (Delio Gallina Colosio Eurofeed)       | Stanislau Bazhkou (Minsk CC)                       |
| Bolivie                | Basilio Ramos (Pío Rico)                              | Javier Arando (Pollito Rico)                       |
| Bosnie-Herzégovine     | Ivan Širić (BK Pedala-Žepče)                          | Vedad Karić (BK Jedinstvo-Tuzla)                   |
| Botswana               | Abeng Malete (Jonmol Cycling Club)                    | Thabang Oliphant (Tsela Riders)                    |
| Brésil                 | Roberto Pinheiro (Soul Brasil)                        | Magno Nazaret (Soul Brasil)                        |
| Bulgarie               | Nikolay Mihaylov (CCC Sprandi Polkowice)              | Radoslav Konstantinov (Martigues SC-Drag Bicycles) |
| Burkina Faso           | Mathias Sorgho (AJC Koudougou)                        |                                                    |
| Canada                 | Matteo Dal-Cin (Rally)                                | Svein Tuft Orica-Scott                             |
| Chili                  | José Luis Rodríguez Aguilar (Gamu-La Pintana)         | José Luis Rodríguez Aguilar (Gamu-La Pintana)      |
| Chine                  | Zhao Jingbiao (Hengxiang)                             | Cheung King-lok (Orica-Scott)                      |
| Chypre                 | Aléxandros Agrótis (CR4C Roanne)                      | Andréas Miltiádis (Elite Cycling)                  |
| Colombie               | Sergio Henao (Sky)                                    | Jarlinson Pantano (Trek-Segafredo)                 |
| Corée du Sud           | Jang Kyung-gu                                         | Choe Hyeong-min (Geumsan Insam Cello)              |
| Costa Rica             | Gabriel Marín (Frijoles Los Tierniticos-Arroz Halcón) | Bryan Salas (Nestlé-Giant)                         |
| Côte d'Ivoire          | Bassirou Konté (Société Omnisports de l'Armée)        |                                                    |
| Croatie                | Josip Rumac (Synergy Baku Project)                    | Bruno Radotić (BK Puls)                            |
| Cuba                   | Yans Carlos Arias (Las Tunas)                         | Emilio Pérez (Pinar del Río)                       |
| Danemark               | Mads Pedersen (Trek-Segafredo)                        | Martin Madsen (BHS-Almeborg Bornholm)              |
| Égypte                 | Islam Nasser                                          | Islam Nasser                                       |
| Émirats arabes unis    | Yousif Mirza (UAE Emirates)                           | Yousif Mirza (UAE Emirates)                        |
| Équateur               | Jhonatan Narváez (Axeon-Hagens Berman)                | Jorge Montenegro                                   |
| Érythrée               | Meron Abraham (Eritel)                                | Mekseb Debesay (Dimension Data)                    |
| Espagne                | Jesús Herrada (Movistar)                              | Jonathan Castroviejo (Movistar)                    |
| Estonie                | Gert Jõeäär (CFC Spordiklubi)                         | Silver Mäoma (VC Rouen 76)                         |
| États-Unis             | Larry Warbasse (Aqua Blue Sport)                      | Joey Rosskopf (BMC Racing)                         |
| Éthiopie               | Hailemelekot Hailu (Aldro)                            | Tsgabu Grmay (Bahrain Merida)                      |
| Finlande               | Matti Manninen (FixIT.no)                             | Sasu Halme (Cyclo Vision RY)                       |
| France                 | Arnaud Démare (FDJ)                                   | Pierre Latour (AG2R La Mondiale)                   |
| Géorgie                | Giorgi Nareklishvili (Ziko Georgia)                   | Beka Nareklishvili (Ziko Georgia)                  |
| Ghana                  |                                                       | Abdul Razak Abdul Mumin (Vital Club)               |
| Grande-Bretagne        | Steve Cummings (Dimension Data)                       | Steve Cummings (Dimension Data)                    |
| Grèce                  | Charálampos Kastrantás (Dare Viator Partizan)         | Polychrónis Tzortzákis (RTS-Monton Racing)         |
| Guam                   | Jake Jones                                            |                                                    |
| Guatemala              | Walter Escobar (Decorabaños)                          | Manuel Rodas (Decorabaños)                         |
| Guyana                 | Raynauth Jeffrey                                      | Raynauth Jeffrey                                   |
| Honduras               | Jorge Antonio Torres (Swat Cycling Team)              |                                                    |
| Hong Kong              | Leung Chun-wing (HKSI)                                | Leung Chun-wing (HKSI)                             |
| Hongrie                | Krisztián Lovassy (Differdange-Losch)                 | János Pelikán (Amplatz-BMC)                        |
| Îles Féroé             | Torkil Veyhe (ColoQuick-Cult)                         | Torkil Veyhe (ColoQuick-Cult)                      |
| Inde                   | Naveen John (Asfra Racing Oudenaarde)                 | Naveen John (Asfra Racing Oudenaarde)              |
| Iran                   | Mahdi Sohrabi                                         | Samad Poor Seiedi (Tabriz Shahrdari)               |
| Irlande                | Ryan Mullen (Cannondale-Drapac)                       | Ryan Mullen (Cannondale-Drapac)                    |
| Islande                | Anton Örn Elfarsson (ACR-FBL-Integra Advokater)       | Hákon Sigurôsson                                   |
| Israël                 | Roy Goldstein (Israel Cycling Academy)                | Guy Sagiv (Israel Cycling Academy)                 |
| Italie                 | Fabio Aru (Astana)                                    | Gianni Moscon (Sky)                                |
| Jamaïque               | Oshane Williams                                       | Peter Thompson                                     |
| Japon                  | Yusuke Hatanaka (Ukyo)                                | Ryota Nishizono (Bridgestone Anchor)               |
| Kazakhstan             | Artyom Zakharov (Astana)                              | Zhandos Bizhigitov (Astana)                        |
| Kosovo                 | Rrahim Mani (KÇ AS Prishtina)                         | Rrahim Mani (KÇ AS Prishtina)                      |
| Lettonie               | Krists Neilands (Israel Cycling Academy)              | Aleksejs Saramotins (Bora-Hansgrohe)               |
| Liban                  | Elias Abou Rachid                                     | Abdallah El Err                                    |
| Lituanie               | Ignatas Konovalovas (FDJ)                             | Ignatas Konovalovas (FDJ)                          |
| Luxembourg             | Bob Jungels (Quick-Step Floors)                       | Jean-Pierre Drucker (BMC Racing)                   |
| Macédoine              | Stefan Petrovski                                      | Levent Rifat                                       |
| Madagascar             | Julien Rakotoarivony (FCS Analamanga)                 | Jean Marc Rakotonirina (FCS Analamanga)            |
| Mali                   | Yaya Diallo (Niéna A)                                 |                                                    |
| Malte                  | Christian Formosa (Greens)                            | Etienne Bonello (Greens)                           |
| Maroc                  | Essaïd Abelouache                                     | Mouhssine Lahsaini                                 |
| Maurice                | Philippe Colin (KFC Faucon-Flacq)                     | Christopher Lagane (KFC Faucon-Flacq)              |
| Mexique                | Efrén Santos (Canel's-Specialized)                    | Ignacio Prado (SEP San Juan)                       |
| Moldavie               | Nicolae Tanovitchii (Cervelo)                         | Nicolae Tanovitchii (Cervelo)                      |
| Mongolie               | Altanzul Altansukh (Ningxia Sports Lottery-Focus)     | Maral-Erdene Batmunkh (Terengganu)                 |
| Monténégro             | Goran Cerović (Martigues SC-Drag Bicycles)            |                                                    |
| Namibie                | Till Drobisch (Christina Jewelry)                     | Till Drobisch (Christina Jewelry)                  |
| Nicaragua              | Jaime Ramírez (Priza)                                 | Marlon Samayoa (Eda Ascidele)                      |
| Norvège                | Rasmus Tiller (Joker Icopal)                          | Edvald Boasson Hagen (Dimension Data)              |
| Nouvelle-Zélande       | Joseph Cooper (IsoWhey Sports-Swiss Wellness)         | Jack Bauer (Quick-Step Floors)                     |
| Ouganda                | Mudathili Ali                                         |                                                    |
| Ouzbékistan            | Ruslan Karimov                                        | Muradian Khalmuratov (Beijing XDS-Innova)          |
| Pakistan               | Ghulam Hussain (Sui Southern Gas Company)             | Ali Niamat (Sui Southern Gas Company)              |
| Panama                 | Christofer Jurado                                     | Franklin Archibold                                 |
| Paraguay               | Antero Velázquez (Paraguay Cycles Club)               | Víctor Grange (Paraguay Cycles Club)               |
| Pays-Bas               | Ramon Sinkeldam (Sunweb)                              | Tom Dumoulin (Sunweb)                              |
| Pérou                  | Alonso Gamero (Ciclismo Extremo)                      | Alonso Gamero (Ciclismo Extremo)                   |
| Pologne                | Adrian Kurek (CCC Sprandi Polkowice)                  | Michal Kwiatkowski (Sky)                           |
| Porto Rico             | Elvys Reyes (CCG Bayamon)                             | Xavier Santana (CCG Bayamon)                       |
| Portugal               | Ruben Guerreiro (Trek-Segafredo)                      | Domingos Gonçalves (Rádio Popular-Boavista)        |
| République dominicaine | Ismael Sánchez (Aero)                                 | Augusto Sánchez (Aero)                             |
| République tchèque     | Zdeněk Štybar (Quick-Step Floors)                     | Jan Bárta (Bora-Hansgrohe)                         |
| Roumanie               | Marius Petrache (CSA Steaua București)                | Eduard-Michael Grosu (Nippo-Vini Fantini)          |
| Russie                 | Alexander Porsev (Gazprom-RusVelo)                    | Ilnur Zakarin (Katusha-Alpecin)                    |
| Rwanda                 | Gasore Hategeka (Club Bénédiction)                    | Adrien Niyonshuti (Dimension Data)                 |
| Sainte-Lucie           | Andrew Norbert (Mon Repos)                            |                                                    |
| Salvador               | Dagoberto Joya (Eurobike)                             | Dagoberto Joya (Eurobike)                          |
| Sénégal                | Guy Antoine Diandy (Thiès Baobab Cycle)               |                                                    |
| Serbie                 | Dušan Kalaba (Dare Viator Partizan)                   | Dušan Rajović (Adria Mobil)                        |
| Seychelles             | Miguel Mathieu (Adams Cycling Club)                   | Dominic Arrisol (Adams Cycling Club)               |
| Singapour              | Goh Choon Huat (Terengganu)                           |                                                    |
| Slovaquie              | Juraj Sagan (Bora-Hansgrohe)                          | Marek Čanecký (Amplatz-BMC)                        |
| Slovénie               | Luka Mezgec (Orica-Scott)                             | Jan Polanc (UAE Emirates)                          |
| Suède                  | Kim Magnusson (Tre Berg-PostNord)                     | Tobias Ludvigsson (FDJ)                            |
| Suisse                 | Silvan Dillier (BMC Racing)                           | Stefan Küng (BMC Racing)                           |
| Swaziland              | Muzi Shabangu (MTN Khemani)                           |                                                    |
| Taïwan                 | Feng Chun-kai (Bahrein-Merida)                        | Feng Chun-kai (Bahrein-Merida)                     |
| Togo                   | Bertrand Akpéko                                       |                                                    |
| Tunisie                | Ali Nouisri                                           | Ali Nouisri                                        |
| Turquie                | Onur Balkan (Kocaeli Brisaspor)                       | Ahmet Örken (Torku Şekerspor                       |
| Ukraine                | Vitaliy Buts (Kolss)                                  | Oleksandr Polivoda (Kolss)                         |
| Uruguay                | Richard Mascarañas (Alas Rojas de Santa Lucía)        | Agustín Moreira (CC Cerro Largo)                   |
| Venezuela              | Miguel Ubeto (Lotería del Táchira)                    | Pedro Gutiérrez (Kino Táchira)                     |
| Viêt Nam               | Trần Nguyễn Minh Trí                                  | Trịnh Đức Tâm                                      |
| Zimbabwe               | Nkulumo Dube (Addicts Cycling Club)                   | David Martin                                       |

### Élites femmes
| Championnats nationaux | Championnats nationaux                                    | Championnats nationaux                                | Championnats nationaux |
| Pays                   | Course en ligne                                           | Contre-la-montre                                      |                        |
| ---------------------- | --------------------------------------------------------- | ----------------------------------------------------- | ---------------------- |
| Afrique du Sud         | Heidi Dalton (Aromitalia Vaiano)                          | Ashleigh Moolman (Cervélo Bigla)                      |                        |
| Algérie                | Aïcha Tihar                                               | Aïcha Tihar                                           |                        |
| Allemagne              | Lisa Klein (Cervélo Bigla)                                | Trixi Worrack (Canyon-SRAM Racing)                    |                        |
| Antigua-et-Barbuda     | Vanessa Kelsick                                           | Vanessa Kelsick                                       |                        |
| Argentine              | Dolores Rodriguez                                         | Valeria Müller                                        |                        |
| Aruba                  | Benay Statia                                              | Sandra Postma                                         |                        |
| Australie              | Katrin Garfoot (Orica-Scott)                              | Katrin Garfoot (Orica-Scott)                          |                        |
| Autriche               | Martina Ritter (Drops)                                    | Martina Ritter (Drops)                                |                        |
| Azerbaijan             | Olena Pavlukhina (Astana Women's Team)                    | Olena Pavlukhina (Astana Women's Team)                |                        |
| Bahamas                | Antinece Simmons                                          | Cintia Schutt                                         |                        |
| Belgique               | Jolien D'Hoore (Wiggle High5)                             | Ann-Sophie Duyck (Drops)                              |                        |
| Belize                 | Taralee Ordonez                                           | Alicia Thompson                                       |                        |
| Biélorussie            | Tatsiana Sharakova (Minsk Cycling Club)                   | Tatsiana Sharakova (Minsk Cycling Club)               |                        |
| Brésil                 | Clemilda Fernandes (Servetto Giusta)                      | Ana Paula Polegatch (Memorial Santos-Fupes)           |                        |
| Burkina Faso           | Awa Yaro                                                  |                                                       |                        |
| Bénin                  | Chantal Vidognonlonhoué                                   |                                                       |                        |
| Canada                 | Allison Beveridge (Rally Cycling)                         | Karol-Ann Canuel (Boels Dolmans)                      |                        |
| Chili                  | Paola Muñoz (Bizkaia-Durango)                             | Aranza Villalón (Weber Shimano Ladies Power)          |                        |
| Chine                  | Yang Qianyu                                               | Pang Yao                                              |                        |
| Chypre                 | Ántri Christofórou (Servetto Giusta)                      | Marina Theodorou                                      |                        |
| Colombie               | Luisa Naranjo                                             | Cristina Sanabria                                     |                        |
| Corée du Sud           | Na Ah-reum                                                | Lee Ju-mi                                             |                        |
| Costa Rica             | Natalia Navarro Cerdas                                    | Milagro Mena                                          |                        |
| Croatie                | Mia Radotić (BTC City Ljubljana)                          | Mia Radotić (BTC City Ljubljana)                      |                        |
| Cuba                   | Arlenis Sierra (Astana Women's Team)                      | Arlenis Sierra (Astana Women's Team)                  |                        |
| Côte d'Ivoire          | Adahi Orneila Kouassi                                     |                                                       |                        |
| Danemark               | Camilla Møllebro Pedersen (VéloCONCEPT Women)             | Cecilie Uttrup Ludwig (Cervélo Bigla)                 |                        |
| Équateur               |                                                           | Samia Flores                                          |                        |
| Érythrée               | Wogahta Gebrehiwet                                        | Mossana Debesay                                       |                        |
| Espagne                | Sheyla Gutiérrez (Cylance)                                | Lourdes Oyarbide (Bizkaia-Durango)                    |                        |
| Estonie                | Kelly Kalm (Isorex)                                       | Liisi Rist                                            |                        |
| États-Unis             | Kristina Ingvarsson                                       | Amber Neben (VéloCONCEPT Women)                       |                        |
| Finlande               | Lotta Lepistö (Cervélo Bigla)                             | Lotta Lepistö (Cervélo Bigla)                         |                        |
| France                 | Charlotte Bravard (FDJ-Nouvelle Aquitaine-Futuroscope)    | Audrey Cordon-Ragot (Wiggle High5)                    |                        |
| Ghana                  |                                                           | Erica Sedzro                                          |                        |
| Grèce                  | Argyro Milaki                                             | Michali Tsavari Eleni                                 |                        |
| Guatemala              | Nicolle Bruderer (Tibco-Silicon Valley Bank)              | Nicolle Bruderer (Tibco-Silicon Valley Bank)          |                        |
| Hongrie                | Mónika Király (SC Michela Fanini)                         | Mónika Király (SC Michela Fanini)                     |                        |
| Iran                   | Parastou Bastidehkharghani                                | Somayeh Yazdani                                       |                        |
| Irlande                | Lydia Boylan (Team WNT)                                   | Eileen Burns                                          |                        |
| Islande                | Erla Sigurlaug Sigurdardottir                             | Agusta Edda Bjornsdóttir                              |                        |
| Israël                 | Omer Shapira (Giusfredi-Bianchi)                          | Shani Bloch (VéloCONCEPT Women)                       |                        |
| Italie                 | Elisa Longo Borghini (Wiggle High5)                       | Elisa Longo Borghini (Wiggle High5)                   |                        |
| Japon                  | Eri Yonamine (FDJ-Nouvelle Aquitaine-Futuroscope)         | Eri Yonamine (FDJ-Nouvelle Aquitaine-Futuroscope)     |                        |
| Kazakhstan             | Tatyana Geneleva (Astana Women's Team)                    | Natalya Sokovnina (Servetto Giusta)                   |                        |
| Lettonie               | Lija Laizāne (Aromitalia Vaiano)                          | Lija Laizāne (Aromitalia Vaiano)                      |                        |
| Lituanie               | Daiva Ragažinskienė (Alé Cipollini)                       | Ernesta Strainytė                                     |                        |
| Luxembourg             | Christine Majerus (Boels Dolmans)                         | Christine Majerus (Boels Dolmans)                     |                        |
| Macédoine du Nord      | Aneta Antovska                                            | Aneta Antovska                                        |                        |
| Maroc                  | Nadia Skoukdi                                             | Nadia Skoukdi                                         |                        |
| Mexique                | Íngrid Drexel (Tibco-Silicon Valley Bank)                 | Íngrid Drexel (Tibco-Silicon Valley Bank)             |                        |
| Mongolie               | Jamsran Ulziisolongo                                      | Jamsran Ulziisolongo                                  |                        |
| Namibie                | Vera Adrian (Bizkaia-Durango)                             | Vera Adrian (Bizkaia-Durango)                         |                        |
| Norvège                | Vita Heine (Hitec Products)                               | Vita Heine (Hitec Products)                           |                        |
| Nouvelle-Zélande       | Rushlee Buchanan (UnitedHealthcare Women's Team)          | Jaime Nielsen                                         |                        |
| Panama                 | Fernanda Mendez                                           | Annibel Pietro                                        |                        |
| Paraguay               | Aracely Galeano                                           | Aracely Galeano                                       |                        |
| Pays-Bas               | Chantal Blaak (Boels Dolmans)                             | Annemiek van Vleuten (Orica-Scott)                    |                        |
| Pologne                | Karolina Karasiewicz (TKK Pacific Toruń - Nestlé Fitness) | Katarzyna Pawłowska (Boels Dolmans)                   |                        |
| Porto Rico             | Solymar Rivera                                            | Donelys Carino Rivera                                 |                        |
| Portugal               | Celina Carpinteiro                                        | Soraia Silva                                          |                        |
| Pérou                  | Angie Paulett                                             | Romina Medrano                                        |                        |
| Roumanie               | Ana Maria Covrig (Top Girls Fassa Bortolo)                | Ana Maria Covrig (Top Girls Fassa Bortolo)            |                        |
| Royaume-Uni            | Lizzie Deignan (Boels Dolmans)                            | Claire Rose (Visit Dallas DNA)                        |                        |
| Russie                 | Anastasia Iakovenko                                       | Kseniia Tsymbalyuk                                    |                        |
| Rwanda                 | Beatha Ingabire                                           | Beatha Ingabire                                       |                        |
| République dominicaine | Cesarina Ballenilla                                       | Juana Fernández                                       |                        |
| Salvador               | Evelyn García                                             | Evelyn García                                         |                        |
| Serbie                 | Jelena Erić (BTC City Ljubljana)                          | Jelena Erić (BTC City Ljubljana)                      |                        |
| Singapour              | Yi Wei Luo                                                | Yi Wei Luo                                            |                        |
| Slovaquie              | Alžbeta Bačíková                                          | Janka Keseg Števková                                  |                        |
| Slovénie               | Polona Batagelj (BTC City Ljubljana)                      | Urša Pintar (BTC City Ljubljana)                      |                        |
| Suisse                 | Nicole Hanselmann (Cervélo Bigla)                         | Marlen Reusser                                        |                        |
| Suède                  | Sara Penton (VéloCONCEPT Women)                           | Lisa Nordén                                           |                        |
| Tchéquie               | Nikola Nosková                                            | Nikola Nosková                                        |                        |
| Ukraine                | Yevheniya Vysotska (Conceria Zabri-Fanini-Guerciotti)     | Yevheniya Vysotska (Conceria Zabri-Fanini-Guerciotti) |                        |
| Venezuela              | Jennifer Cesar                                            | Lilibeth Chacón (Cycling Girls Team)                  |                        |
| Zimbabwe               | Skye Davidson                                             | Helen Mitchell                                        |                        |

### Moins de 23 ans hommes
Sont espoirs les coureurs nés après le 1er janvier 1995. Cependant certaines fédérations n'admettent pas certains coureurs espoirs dans cette catégorie en fonction du statut de leur équipe.
| Pays                   | Course en ligne                                         | Contre-la-montre                                              |
| ---------------------- | ------------------------------------------------------- | ------------------------------------------------------------- |
| Afrique du Sud         |                                                         | Stefan de Bod (Dimension Data-Qhubeka)                        |
| Allemagne              | Max Kanter (LKT Brandenburg)                            | Patrick Haller (Rad-net Rose)                                 |
| Argentine              |                                                         | Nicolás Tivani (Unieuro Trevigiani-Hemus 1896)                |
| Australie              | Samuel Jenner (Subaru NSWIS)                            | Callum Scotson (BMC Development)                              |
| Belgique               |                                                         | Senne Leysen (Lotto-Soudal U23)                               |
| Biélorussie            |                                                         | Yauheni Karaliok (Minsk CC)                                   |
| Colombie               | Robinson López (Boyacá Raza de Campeones)               | Julián Cardona (Medellín-Inder)                               |
| Costa Rica             |                                                         | José Alexis Rodríguez (Frijoles Los Tierniticos-Arroz Halcón) |
| Croatie                |                                                         | David Jabuka (Meridiana Kamen)                                |
| Cuba                   | Frank Consuegra (Holguin)                               | Frank Consuegra (Holguin)                                     |
| Danemark               | Michael Carbel Svendgaard (Véloconcept)                 | Kasper Asgreen (Véloconcept)                                  |
| Espagne                | Isaac Cantón (RH+-Polartec-Fundación A.Contador)        | Jaime Castrillo (Lizarte)                                     |
| États-Unis             |                                                         | Brandon McNulty (Rally)                                       |
| Finlande               | Jaakko Hänninen (AC Bisontine)                          | Jaakko Hänninen (AC Bisontine)                                |
| Grande-Bretagne        |                                                         | Scott Davies (Wiggins)                                        |
| Guatemala              |                                                         | Fredy Toc (Llantera Alvarado)                                 |
| Hong Kong              |                                                         | Fung Ka Hoo (HKSI)                                            |
| Hongrie                | Barnabás Peák (Kontent-DKSI)                            | Viktor Filutás (Mugen Race-Veloki-Szuper Beton)               |
| Irlande                |                                                         | Michael O'Loughlin (Wiggins)                                  |
| Italie                 | Matteo Moschetti (Viris Maserati Sisal Chiaravalli L&L) |                                                               |
| Japon                  | Kota Yokoyama (Shimano Racing)                          | Yudai Arashiro (EQA U23)                                      |
| Lettonie               |                                                         | Marcis Kalninš (Rietumu Banka-Riga)                           |
| Lituanie               |                                                         | Venantas Lašinis (Staki-Technorama)                           |
| Luxembourg             |                                                         | Tom Wirtgen (Leopard)                                         |
| Maroc                  | Abderrahim Zahiri (Unieuro Trevigiani-Hemus 1896)       | El Mehdi Chokri (Dimension Data-Qhubeka)                      |
| Mexique                |                                                         | Jhonatan Casillas (Canel's-Specialized)                       |
| Moldavie               |                                                         | Ivan Lutenco (Northwave-Cofiloc)                              |
| Namibie                | Martin Freyer                                           | Martin Freyer                                                 |
| Norvège                | Anders Skaarseth (Joker Icopal)                         |                                                               |
| Nouvelle-Zélande       | Regan Gough (An Post-ChainReaction)                     | Regan Gough (An Post-ChainReaction)                           |
| Paraguay               |                                                         | Ever Ariel Quiñones (Paraguay Cycles Club)                    |
| Pays-Bas               | Fabio Jakobsen (SEG Racing Academy)                     | Julius van den Berg (SEG Racing Academy)                      |
| Pologne                | Szymon Tracz (Caja Rural-Seguros RGA amateur)           |                                                               |
| Porto Rico             |                                                         | Elvys Reyes (CCG Bayamon)                                     |
| Portugal               | Francisco Campos (Miranda-Mortágua)                     | José Fernandes (Liberty Seguros-Carglass)                     |
| République dominicaine | Robinson Paulino (La Vega Osborne)                      | Wellinton Canela (Aero)                                       |
| Salvador               | Bryan Mendoza (Lankidego-Enkastaciones)                 | Cristian Ruiz (La Pampa)                                      |
| Slovénie               |                                                         | Izidor Penko (Rog-Ljubljana)                                  |
| Suisse                 |                                                         | Marc Hirschi (BMC Development)                                |
| Ukraine                | Vladyslav Soltasiuk (Kolss-BDC)                         | Timur Maleev (Namedsport-Rocket)                              |
| Uruguay                | Mauricio Moreira (CC Fénix)                             |                                                               |